# طبل بلدي
طبل بلدي أو الدافول هو طبل كبير ذو رأسين يتم العزف عليه بالمطارق. له العديد من الأسماء حسب البلد والمنطقة. تُستخدم هذه الطبول بشكل شائع في موسيقى الشرق الأوسط والبلقان. تتمتع هذه الطبول بصوت جهير عميق وصوت عالي النغمات بسبب تصميمها وأسلوب لعبها، حيث يتم استخدام رؤوس وعصي مختلفة لإنتاج أصوات مختلفة على نفس الطبلة.
تشمل الأسماء اليونانية الأخرى لهذه الأسطوانة دافولي، أرجانو، توسكاني، تسوكاني، توبي، توباكي، كيوسي، تافولي، بافولي، توبانو، وتوبانيلي. بالإضافة إلى ذلك، تشمل الأسماء الأخرى للداولي، اعتمادً على المنطقة، تومبانو أو طبلة الأذن أو التومبي، والتي تنبع من اليونانية القديمة. توجد هذه الكلمة باللغة الإنجليزية في كلمة Tympani لقسم الطبل في الأوركسترا الكلاسيكية الحديثة والغشاء الطبلي لطبلة الأذن.

## استخدامته التقليدية
في جنوب البلقان، يعتبر إيقاع التابان معقدًا ويستخدم العديد من اللهجات في العديد من التوقيعات الزمنية التقليدية. في مقدونيا، تُستخدم التابانات غالبًا لمرافقة آلات موسيقية أخرى مثل الزورلا والجايدا، بينما في بلغاريا تُستخدم عادةً لمرافقة الجايدا والجادولكا. كما يتم عزفها منفردة في بعض الرقصات والأغاني الشعبية الألبانية والبلغارية والمقدونية. منذ قرون عديدة، كان التابان لا غنى عنه في احتفالات القرية البلغارية مثل حفلات الزفاف واحتفالات القديسين الراعين للمنازل والقرى. في رومانيا ومولدوفا، يتم استخدام التوبا أحيانًا لمرافقة الرقصات. وفي مناطق مولدوفا وماراموريش وبيهور، توجد أيضًا بعض الأصناف التي تحتوي على صنج صغير مثبت في الأعلى. يتم ضربها عادة بمطرقة خشبية على جلد واحد وبعصا أرق على الحافة أو الصنج.

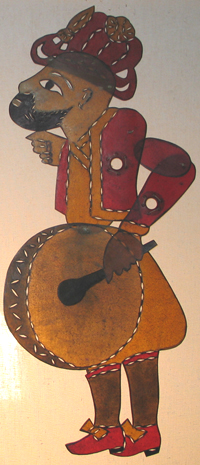

في أرمينيا وتركيا وكردستان وأذربيجان، يتم العزف على الدهول/الدافول عادة مع الزورنا، وهي آلة نفخ، على الرغم من أنه يمكن العزف عليها مع آلات أخرى وفي فرق موسيقية أيضًا. وقد تم استخدامه أيضًا تقليديًا للتواصل وللموسيقى التركية المهتر أو موسيقى الإنكشارية. في العراق وبلاد الشام، يتم استخدامه بشكل أساسي في الرقص الشعبي الآشوري والموسيقى الشعبية/البوب الآشورية، بين الشعب الآشوري، والتي غالبًا ما تكون مصحوبة بالزورنا. في أرمينيا، لا يحتوي الدافول على محيط كبير ويتم العزف عليه عادة باليدين، على الرغم من استخدام عصا طبل خشبية على شكل ملعقة في بعض الأحيان. يُسمع هذا النوع بشكل متكرر في الموسيقى الشعبية الأرمنية، عادةً مع طبول أخرى مثل الداب، و الدمبلاك، وآلات النفخ الخشبية الأصلية مثل تسيرانابوغ، والسرينغ، والباركابزوك (مزمار القربة الأرمني)، وبعض الآلات الوترية، بعضها من أصل أجنبي، مثل الكمنجة الإيرانية والعود العربي. لا يقتصر الأمر على الموسيقى الشعبية فحسب، بل إنه موجود أيضًا في الموسيقى الحديثة، حتى أنه يحتوي على عزف منفرد في العديد من الأغاني البارزة.

## صناعتها
تتكون قشرة الطبلة من الخشب الصلب، ربما من خشب الجوز أو الكستناء، على الرغم من أن العديد من أنواع الأخشاب قد تكون قيد الاستخدام اعتمادًا على المنطقة التي يتم فيها تصنيع الطبلة. لصنع القشرة، يتم غلي الخشب في الماء لجعله قابلاً للانحناء، ثم يتم ثنيه إلى شكل أسطواني وتثبيته معًا. وتكون الرؤوس عادة مصنوعة من جلد الماعز، ويتم تشكيلها على شكل دوائر بواسطة إطارات خشبية. ومع ذلك، قد يكون أحد الرأسين من جلد الماعز لتوفير نغمة أعلى، في حين يمكن أن يكون الرأس الآخر من جلد الغنم، أو جلد العجل، أو حتى جلد الحمار لتوفير نغمة أقل. يقول البعض أن جلد الذئب وحتى جلد الكلب هو المفضل. حبل يتم تمريره ذهابًا وإيابًا عبر غلاف الطبلة، من الرأس إلى الرأس في نمط متعرج، يحمل الرؤوس على الطبلة ويوفر التوتر لضبط الطبلة. في بعض الأحيان يتم ربط حلقات معدنية أو أحزمة جلدية بخيوط الحبل المجاورة للسماح بمزيد من الضبط. في بعض الأحيان يتم ربط حلقتين بالحبل الرئيسي حيث يتم تمرير حبل يشبه الحزام من خلاله لحمل الأسطوانة.
في جمهوريات يوغوسلافيا السابقة وبلغاريا، يتم تصنيعه في بُعدين، الأول حوالي 50 – 55 قطرها سم، أو حوالي 30 – 35 قطرها سم. أما في تركيا، يتراوح حجم الدافول عادةً من 60 سم إلى 90سم في القطر. يتم استخدام جلد البقر لجانب رأس الطبلة ذات النغمة الجهيرة، بينما يتم استخدام جلد الماعز للجانب الرقيق ذو النغمة العالية.
في اليونان عادة ما يكون حجم الطبلة حوالي 20 إلى 30 بوصة.

## استخدامها

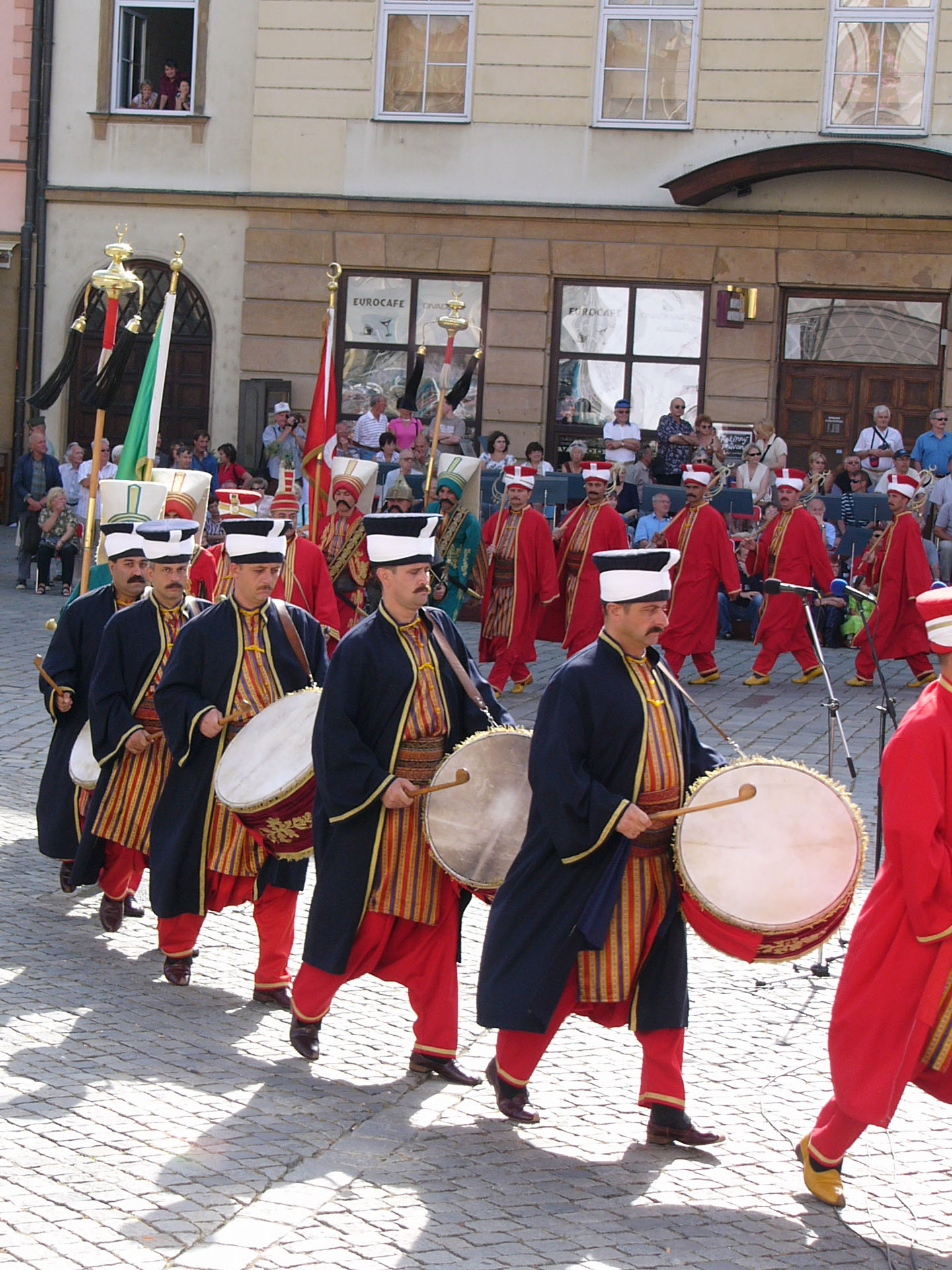

غالبًا ما يستخدم العازفون حبلًا معلقًا بالطبل لإمساكه جانبيًا، بحيث يمكن الوصول إلى رأس واحد باليد اليسرى والآخر باليد اليمنى. عادةً ما تكون كل يد مخصصة للعب جانب واحد من الطبلة حصريًا، على الرغم من أن هذا يمكن أن يختلف حسب الأسلوب والتقاليد المحلية. يستخدم عازفو هذه الطبلة عادةً نوعين من العصي. يعزف الطبال الإيقاعات المميزة باليد المهيمنة على جانب الطبلة ذي الجلد الأكثر سمكًا، باستخدام عصا خاصة تُعرف بعصا دولي. هذه العصا عبارة عن عصا سميكة تشبه الأنبوب يبلغ طولها حوالي 440 سم يبلغ طولها مم، وهي مصنوعة غالبًا من الجوز. شكلها السميك بالإضافة إلى سمك الرأس يعطي الإيقاعات المميزة صوتًا منخفضًا وكاملًا. في بعض الأحيان يتم كتم صوت رأس الطبلة التي يتم العزف عليها باستخدام العصا السميكة باستخدام قطعة قماش لتعزيز النغمة المنخفضة الأساسية للطبلة. يتم عزف الإيقاعات غير المميزة باليد غير المهيمنة على جانب الطبلة ذي الجلد الرقيق، باستخدام عصا رفيعة أو مفتاح يسمى (مفتاح دولي). غالبًا ما يتم حمل هذه العصا الرفيعة بقبضة متقاطعة، ويمكن للطبال أن يضرب ضربات رقيقة بسرعة عن طريق لف معصمه برفق. غالبًا ما تكون هذه العصي الرفيعة مصنوعة من الخشب اللين مثل الصفصاف أو الكورنيل.
تفترض مدرسة البلقان في العزف على التابان العزف (وليس المرافقة) للحن، حيث تُستخدم اليد غير المهيمنة للتعبير عن كل ما يرغب العازف في قوله، بينما تُستخدم اليد المهيمنة فقط لتسليط الضوء على لحظات معينة في اللحن.